# Distrito de Chambara
El Distrito de Chambara es uno de los quince distritos que conforman la Provincia de Concepción del departamento de Junín, bajo la administración del  Gobierno Regional de Junín, en centro del Perú. 
Desde el punto de vista jerárquico de la Iglesia católica forma parte de la Arquidiócesis de Huancayo.

## Toponimia
Su nombre proviene de la palabra quechua “champa” que significa césped, es decir toponímicamente es un pueblo donde abunda la champa.

## Historia
La creación política como distrito fue el 28 de noviembre de 1941, en el primer gobierno del Presidente Manuel Prado Ugarteche,  mediante decreto Ley N.º 9451; teniendo como anexos a Santa Rosa de Tistes, Chilcas, Quillayo, Santa Rosa de Huallancayo, Angasmayo, San Blas y Santa Rosa de Roncha.

## Geografía
Tiene una superficie de 103,27 km². También cuenta con 3 barrios llamados: el Porvenir, Acopuquio y Chaupimarca.

## Población
Chambará tiene una población de 2 985 habitantes según el último censo (INEI 2007).

## Capital
La capital del distrito es la localidad de Chambara. 

## Autoridades

### Municipales
- 2015 - 2018[2]
  - Alcalde: Abilio Ciro Chucos Grande, Movimiento político regional Perú Libre (PL).
  - Regidores: Maximiliano Gerardo Garay Baquerizo (PL), Ciria Quispe De La Cruz (PL), Juvenal Aquino Ortiz (PL), Juan Eustropio De La Cruz Aquino (PL), Sebastián Palomino Garay (Fuerza Popular).
- 2011-2014
  - Alcalde: Hilarión Raúl Rivera Lazo, Partido Fuerza 2011 (K).[3]
  - Regidores: Asención Marcalaya Quinto (K), Guilmar Eugenio Paredes Medina (K), Sósimo Deodulo Mucha De La Cruz (K), Zoraida Astete Chucos (K), Amadeo Aquino Ortiz (Perú Libre).
- 2007-2010
  - Alcalde: Hilarión Raúl Rivera Lazo.

### Policiales
- Comisario:  PNP

### Religiosas
- Arquiiócesis de Huancayo[4]
  - Arzobispo: Mons. Pedro Barrego Jimeno, SJ.
- Parroquia 
  - Párroco: Prb. .

## Festividades
Su fiesta patronal, en homenaje a San Roque, es el 15 de agosto y sus festejos duran tres días. En ellos se pueden observar pandillas de chonguinos, bandas musicales y el último día termina con el clásico cortamonte. A principios de año en homenaje al nacimiento del niño Jesús sale el baile típico de la zona denominada los Auquish.

## Danzas folclóricas

### Auquish Blanco
El Auquish Blanco, que en el idioma quechua significa viejo blanco, es una estampa folklórica que se origina en el Anexo de San Blas. Se baila desde el año 1945 en homenaje al Nacimiento del Niño Jesús, y se realiza entre el 31 de diciembre y el 4 de enero de cada año.

#### Disfraz
- Sombrero de paja (ichu) cubierto de lana.
- Franela
- Máscara de madera de cacto o huacacasha, cubierto con pellejo de carnero simulando la barba.
- Chalina de color marrón.
- Saco blanco.
- Polo rojo o amarillo.
- Hualli (bolsa de cuero).
- Cuchara.
- Cabristo (látigo de tres puntas).
- Palo o bastón.
- Pantalón con franjas de colores vivos.
- Cascabeles.
- Medias de lana.
- Ojotas de cuero de res.

#### Coreografía
La coreografía describe la actividad de la labranza de la tierra para la producción agrícola, inicialmente los integrantes se reúnen en un paraje elevado de la población a golpe del mediodía y se inicia con la labor de tejer el Belén o cuna del Niño Jesús. Concluido el trabajo se inicia el descenso hacia el pueblo con canciones de despedida del paraje y recorren las calles principales entonando la canción llamada A los Tres Reyes Magos y tienen como punto de concentración la Plaza Principal.

## Atractivos turísticos y lugares de interés

### Iglesia de Chambara
Hay una pila bautismal hecha a base de piedra caliza que mide   1.20 mt de altura por 80 cm de diámetro en la parte superior.
En una de las torres existe una campana donada por la Sra. Rosa Paredes, en el año de 1930 y en el borde tiene una leyenda que dice: “auspiciado por el comité pro – templo en 1974” esta campana pesa aprox. 100 kg. Asimismo, existe una custodia de plata y bronce de unos 45 cm que los lugareños indican ser una antigua reliquia.

### Piscigranja Cunas - Angasmayo
La Piscigranja es una entidad privada que pertenece al Sr. Gerónimo Ruiz, tiene 17 pozas de producción de truchas arco iris (Onchoryncus mykiis) en una área de 1800 has con una producción anual de 50 toneladas y es comercializada en la ciudad de Huancayo y restaurantes aledaños a la piscigranja en donde ofertan platos sobre la base de la trucha como: ceviche, chicharrones, tiradito de trucha, trucha frita, trucha al ajo, etc.
El paisaje que lo rodea es muy acogedor, la piscigranja se halla sobre la margen izquierda del río Cunas, su acceso es por la carretera que va hacia Yauyos y se ingresa por un puente peatonal colgante.

### Ichur Chapina
Ichurchapina proviene de dos vocablos quechuas ichur, que significa izquierda y chapina piedra; es decir lugar donde se arrojan guijarros o piedras con la mano izquierda.
Para llegar a este lugar existen dos vías; una partiendo de la plaza principal de Chambará hacia el oeste siguiendo una trocha carrozable que va paralela a la margen izquierda del río Cunas (3 km) y la otra vía por la carretera que va a Yauyos (margen derecha del río Cunas) hasta el poblado de Angasmayo, se cruza el río Cunas por un puente colgante peatonal y se sigue por un camino peatonal hasta Ichurchapina. Los lugareños al pasar por ahí, a manera de sortilegio para que se cumpla algún deseo, cogen tres pequeñas piedras y con la mano izquierda tienen que embocarlas en dicha hendidura. Según su creencia si esto sucede todo le irá bien (generalmente lo hacen los comerciante chambarinos que van hacer negocios en el anexo de Chaquicocha), de lo contrario retornan a sus casas porque todo le irá mal